# Anne Enright
Anne Enright FRSL (Dublín, 11 d'octubre de 1962) és una escriptora irlandesa, autora d'assajos, un llibre de no-ficció, quatre novel·les i dos llibres de relats, pels quals ha estat guardonada amb nombrosos premis literaris. El premi Man Booker i la seva novel·la La trobada, en traducció a 31 llengües, l'han catapultada a l'esfera internacional i l'han consolidada com una de les autores contemporànies més interessants del moment.